# Nanoviridae
Nanoviridae és una família de virus, monocatenaris. El seu nom deriva del grec “nano” que significa nan perquè el seu genoma és molt petit i per l'efecte nanissant que té en les plantes que infecta.

## Gèneres
Els gèneres reconeguts són:
- Gènere Nanovirus; espècie tipus: Subterranean clover stunt virus
- Gènere Babuvirus; espècie tipus: Banana bunchy top virus

## Estructura del virus i genoma
Els Nanovirus tenen un genoma arranjat de forma circular. Tenen un genoma multipartit. Els virions d'aquesta família tenen una composició simple: tenen una càpside arrodonida i de forma icosaèdrica però no embolcall.

## Replicació
Després de la infecció en la cèl·lula hoste les molècules d'ADN fan d'encebador. S'uneixen a regions complementàries i inicien la síntesi d'ADN per part dels hostes.